# زمین‌لرزه نوامبر ۲۰۰۲ اندونزی
زمین‌لرزه اندونزی  در تاریخ ۲ نوامبر ۲۰۰۲ میلادی، برابر با ‎۱۱ آبان ۱۳۸۱، ساعت ۱:۲۶:۱۰ به زمان یوتی‌سی در اندونزی رخ داد. ژرفای این زلزله ۳۱٫۵ کیلومتر بود، و بزرگی آن ۷٫۲ در مقیاس Mw اعلام شده‌است. زمین‌لرزه به وقت محلی در روز شنبه، ساعت ۸ روی داده و منطقه زمانی آن یوتی‌سی +۷ بوده‌است .
سازمان زمین‌شناسی آمریکا نیز رومرکز این زمین‌لرزه را در مختصات ۲°۴۹′۲۶″شمالی ۹۶°۰۵′۰۶″شرقی / ۲٫۸۲۴°شمالی ۹۶٫۰۸۵°شرقی و ژرفای آنرا در ۳۰ کیلومتر گزارش کرده‌است. بزرگی برگزیدهٔ این سازمان از میان بزرگیهای محاسبه‌شدهٔ مختلف ۷٫۴ در مقیاس Mw بوده و از دید اثر، در میان چهار دسته‌بندی «نامحسوس»، «محسوس»، «زیان‌آور» یا «با تلفات»، زلزله را «با تلفات» اعلام کرده‌است.
پروژهٔ «تنسور گشتاور مرکزوار» زاویه‌های (راستا، شیب، ریک) گسل سازندهٔ زمین‌لرزه و صفحه عمود بر آنرا (°۲۹۷، °۱۶، °۷۳) یا (°۱۳۵، °۷۵، °۹۵) و نوع گسل را «معکوس» فرارسانده‌است.
شمار کشتگان زلزله حدود ۳ نفر بوده‌است.تعداد زخمیان ۶۵ نفر برآورده شده‌است.